# 贾尼丝·兰金
贾尼丝·兰金（英語：Janice Rankin，1972年2月8日—），苏格兰女子冰壶运动员。她曾代表英国获得2002年冬季奥运会女子冰壶比赛金牌。她也曾在1994年世界女子冰壶锦标赛上获得亚军。